# Coongan
De Coongan is een rivier in de regio Pilbara in West-Australië.
De rivier is efemeer. Ze ontspringt aan de voet van het Chichestergebergte en vloeit in noordelijke richting langs Marble Bar en door de Gorge Range alvorens uit te monden in de rivier De Grey nabij Mount Woodhouse. Marble Bar haalt drinkwater uit een aquifer die wordt aangevuld door water uit de rivier na zomerse regenbuien.
Er monden acht waterlopen uit in de Coongan :
- Triberton Creek (314m)
- Withnell Creek (293m)
- Budjan Creek (281m)
- Boobina Creek (273m)
- Emu Creek (229m)
- Camel Creek (203m)
- Talga River (118m)
- One Mile Creek (109m).

De naam van de rivier werd in 1878 opgetekend door ontdekkingsreiziger en landmeter Alexander Forrest. Ze werd Coongan genoemd door de Aborigines.